# Sloanea nitida
Sloanea nitida là một loài thực vật có hoa trong họ Côm. Loài này được G. Don miêu tả khoa học đầu tiên năm 1831.